# 에리트룰로스
에리트룰로스(영어: erythrulose)는 4개의 탄소 원자가 포함된 단당류이고, 케톤기를 가지고 있는 케토스이다. 화학식은 C4H8O4이다. 에리트룰로스는 보통 다이하이드록시아세톤과 결합된 일부 셀프 태닝 화장품에 사용된다.
에리트룰로스와 다이하이드록시아세톤은 피부의 첫 번째 층(각질층과 상피층)의 단백질에 있는 아미노산과 반응한다. 반응 경로 중 하나는 자른 사과 조각이 산소에 노출되었을 때의 갈변 현상과 관련이 있는 마이야르 반응(Maillard reaction) 단계 중 자유 라디칼 관련 반응을 포함한다. 다른 경로는 전형적인 마이야르 반응으로 두 경로 모두 음식 준비 및 보관 중 일어나는 갈변 현상에 관여한다. 이것은 얼룩이나 염료가 아니라 모든 처리된 피부에서 색 변화를 일으키는 화학반응이다. 이는 기본 피부 아래 층의 색소 형성을 수반하지 않으며 또한 색 변화를 시작하기 위해 자외선에 노출되는 것을 필요로 하지 않는다. 그러나 에리트룰로스/다이하이드록시아세톤에 의한 태닝은 최대 3의 SPF를 가지고 있으며, 베를린에 있는 게마트리아 시험 연구소의 카틴카 융에 의해 주도된 2007년 연구에 따르면 셀프 태너가 적용된 후 24시간 동안 자외선에 의한 자유 라디칼 손상을 개선하는 효과(처리하지 않은 피부와 비교했을 때)가 있다. 피부 샘플을 고농도의 에리트룰로스로 처리하고 40분이 경과했을 때가 처리하지 않은 피부를 태양에 노출했을 때와 비교하여 자유 라디칼이 140% 더 형성된다는 것을 연구진이 알아냈다.
다이하이드록시아세톤도 비슷한 결과를 보이나 반응 속도가 더 빨랐다. 반면에 에리트룰로스는 완전한 효과를 나타내는데 시간이 좀 더 걸리므로 그 효과도 보다 더 지속적이다. 셀프 태너를 바른 후 하루 동안은 과도한 햇빛을 피하고, 야외 활동시 자외선 차단제를 발라야 한다. 또한 항산화 크림은 자유 라디칼의 생성을 최소화 할 수 있다. 일부 셀프 태너에는 자외선 차단제가 포함되어 있지만, 그 효과는 태닝만큼 지속적이진 않다. 자외선 조사 동안 자유 라디칼, 주로 슈퍼옥사이드(O2•−), 하이드로퍼옥실(HO2•) 및 기타 활성종(활성산소종(ROS), 활성질소종(RNS))이 생성되어 케토아민(아마도리 생성물(Amadori product))과 반응하거나 마이야르 반응의 다른 중간 생성물과 반응할 수 있다. 이것은 케토아민의 자동 산화 라디칼 연쇄반응을 일으켜 피부에 과격한 손상을 극적으로 증가시킨다. 이것은 항산화제에 의해 억제될 수 있으며 이는 활성산소종이 관련되어 있음을 보여준다. 케토아민은 DNA 사슬을 손상시키거나 돌연변이원으로 작용할 수 있다고 밝혀졌다.
자유 라디칼은 피부와 다이하이드록시아세톤의 반응 결과로 인한 최종 당화 산물(Advanced Glycation End-products, AGE)에 대한 자외선의 작용과 아마도리 생성물(최종 당화 산물의 한 종류)과 같은 중간 생성물에 의한 것이다. 최종 당화 산물은 자외선을 흡수하지만, 에너지를 분산시키는 멜라닌의 확장된 전자 구조를 가지고 있지 않으므로, 일부는 다른 최종 당화 산물이 쉽게 참여하는 자유 라디칼 연쇄반응을 시작하는 쪽으로 진행된다. 최종 당화 산물은 비슷한 당화가 일어나는 고혈당 당뇨병에서도 피부 손상을 일으킨다.
에리트룰로스는 붉은 라즈베리에서 자연적으로 생성되는 투명한 또는 연한 노란색 액체이다. 세균 글루코노박터(Gluconobacter)에 의한 호기성 발효에 이어서 다단계 정제 과정을 통해서 제조된다.
에리트룰로스와 다이하이드록시아세톤은 구조가 매우 비슷해서 둘 다 피부 표면에서 거의 같은 방식으로 반응한다. 에리트룰로스는 전개가 완료되는데 24시간~48시간이 걸리기 때문에 좀 더 가볍고 천천히 갈색 피부톤을 만들 수 있다. 단독으로 사용시 다이하이드록시아세톤에 기초한 태닝보다 빨리 사라진다. 어떤 이들은 에리트룰로스에 의한 최종 색조가 다이하아드록시아세톤 기반의 태닝보다 약간 빨갛고 구리빛이 덜 하다고 느낀다. 피부 표면의 건조가 덜하기 때문에 보다 부드러운 색조를 나타낸다. 다이하이드록시아세톤과 결합시, 태닝 효과는 보다 지속적이고, 더 잘 퇴색되고, 화장용으로 보다 더 훌륭한 색조를 제공한다. 에리트룰로스는 태닝 제품에 1%~3% 농도로 포함되어 있다.
피부가 지속적으로 각질을 제거하는 과정에서 매일 수천 개의 죽은 피부 표면 세포들이 제거되기 때문에, 태닝 효과는 일시적이다. 태닝 효과는 크림을 바르는 방식 및 피부 상태에 따라 2일~10일 정도 지속된다.
모든 사용자가 에리트룰로스로부터 자연스런 태닝 색감을 얻는 건 아닌데, 일부 사용자는 에리트룰로스 사용시 변색이 고르지 않고, 얼룩덜룩한 색감을 얻을 수도 있다. 에리트룰로스와 관련된 추가 비용으로 인해, 일부 제조업체는 태닝 제품에 에리트룰로스가 비효율적인 첨가제라고 느낀다.
다이하이드록시아세톤에 민감한 사람들은 에리트룰로스를 피부에 안전한 셀프 태닝 대체제로 사용할 수 있다. 에리트룰로스는 더 비싸고, 얻기가 어렵다. 다이하이드록시아세톤과 에리트룰로스는 구조가 매우 유사하기 때문에 다이하이드록시아세톤과 에리트룰로스 모두에 민감한 사람이 있을 수 있다.
에리트룰로스는 현재 미국 식품의약국(FDA)에서 셀프 태닝제로 승인되지 않았다.

## 같이 보기
- 에리트로스